# Craig Stevens (aktor)
Craig Stevens, oryg. Gail Shikles Jr (ur. 8 lipca 1918 w Liberty, zm. 10 maja 2000 w Los Angeles – amerykański aktor filmowy i telewizyjny.

## Biografia
Gail Shikles junior (bo tak brzmiało prawdziwe nazwisko aktora) urodził się w Liberty w stanie Missouri, jako syn Marie i Gaila Shiklesów. Gail junior w 1936 roku ukończył stomatologię na Uniwersytecie Missouri-Kansas City. Z aktorstwem zetknął się w studenckich klubach amatorskich, lecz wciągnęło go ono do tego stopnia, że porzucił studia i wyjechał do Hollywood. W latach 40. ukończył aktorstwo na Uniwersytecie Kansas w Lawrence. Debiutował w 1939 roku pod pseudonimem Michael Galew filmie pt. Coast Guard. Już w następnym obrazie, głośnym Pan Smith jedzie do Waszyngtonu Franka Capry z tego samego roku, pojawił jako Craig Stevens i jako taki występował do końca kariery.
W czasie wojny służył w United States Army Air Corps, gdzie jako aktor występował w filmach propagandowo-szkoleniowych wytwórni First Motion Picture Unit. Jednocześnie grał w filmach wytwórni Warner Bros. W 1942 roku zagrał swoją pierwszą rolę główną – w filmie klasy „B” pt. Spy Ship.
Na początek lat 50., po wygaśnięciu kontraktu z Warner Bros., datowany jest również jego debiut w telewizji, na której z biegiem czasu koncentrował się coraz bardziej. Za największy jego sukces na „szklanym ekranie” uchodzi rola serialu telewizji NBC pt. Peter Gunn. Tytułowa kreacja prywatnego detektywa, w którą wcielał się przez 114 odcinków w ciągu kolejnych trzech lat (1958–1961) przyniosła Stevensowi olbrzymią popularność. Spodobał się zarówno widzom, jak i krytykom, którzy uznali, że Stevens stworzył swoją kreacją nowy typ bohatera filmu kryminalnego – miłego i inteligentnego detektywa, przeciwstawiając go ówcześnie przyjętemu wzorcowi wyrachowanego, zimnego brutala. W 1967 roku pojawiła się kinowa wersja serialu (Gunn), w której główną rolę powierzono Stevensowi. Film nie odniósł już jednak takiego sukcesu jak serial.
W latach 1956–1965 wraz ze swoją żoną Alexis Smith (również aktorką) występowali w musicalach, w tym również na Broadwayu (Plain and Fancy, Mary, Mary, Here’s Love).
Telewizja była w ogóle medium, w którym Stevens sprawdzał się najlepiej jako aktor i showman. W latach 50. i 60. wystąpił w wielu telewizyjnych serialach, sitcomach i popularnych programach typu talk-show (jako „guest-star”).
Jego ostatni występ aktorski miał miejsce w 1988 roku.
Ze względu na warunki fizyczne (188 cm wzrostu) i doskonałą aparycję, dużo grał i występował. Podczas swojej blisko 50-letniej kariery wystąpił w ponad pięćdziesięciu filmach i blisko dziewięćdziesięciu serialach TV.
Craig Stevens zmarł na raka w Cedars-Sinai Medical Center w Los Angeles 10 maja 2000 roku w wieku 81 lat. Ze sporego majątku, który pozostawił, ufundowano stypendium imienia jego i jego żony (Alexis i Craig Stevens Performing Arts) przyznawane przez Uniwersytet Kansas studentom wydziału teatralnego tej uczelni.

## Filmografia (wybór)

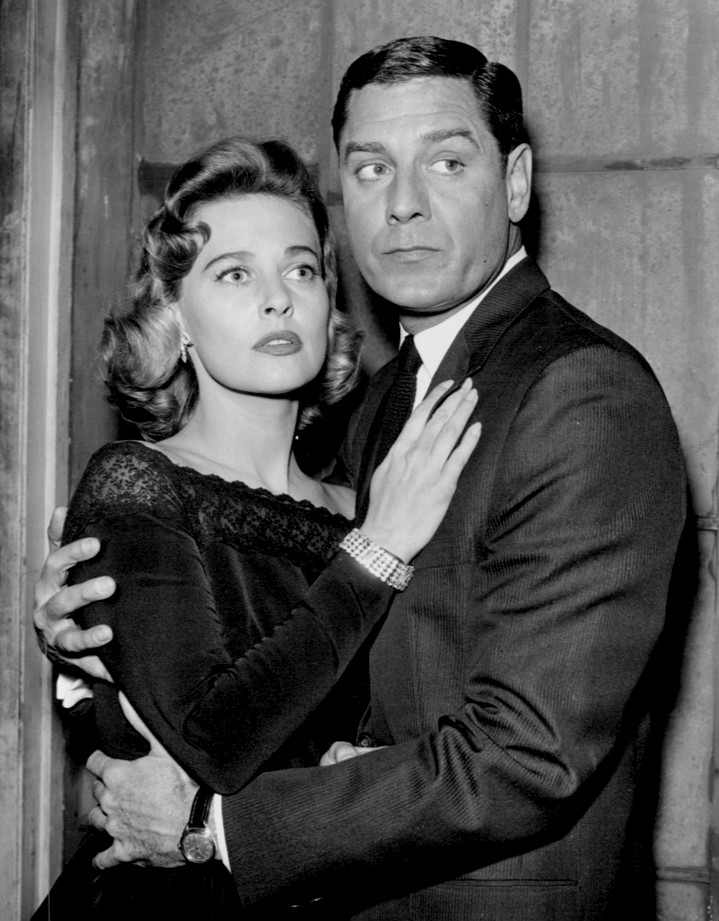
Z Lolą Albright w serialu Peter Gunn, w tytułowej roli, która przyniosła mu największą popularność

- (1939) Coast Guard – marynarz (debiut filmowy, niewymieniony w napisach)
- (1939) Pan Smith jedzie do Waszyngtonu – reporter w Senacie (niewymieniony w napisach)
- (1941) Załoga bombowca – John Thomas Anthony
- (1944) Od kiedy cię nie ma – Danny Williams
- (1946) Humoreska – Monte Loeffler
- (1950) Na krawędzi prawa – Ken Paine
- (1952) Telefon od nieznajomego – Mike Carr
- (1953) Abbott i Costello spotykają Jekylla i Hyde’a – Bruce Adams
- (1953–1956) Four Star Playhouse – George/Monte
- (1957) The Deadly Mantis – płk. Parkman
- (1957–1961) Alfred Hitchcock przedstawia – Lewis Brenner
- (1958–1961) Peter Gunn – Peter Gunn
- (1967) Gunn – Peter Gunn
- (1974) Strzały w Dodge City – hazardzista
- (1975–1976) Niewidzialny człowiek – Walter Carlson
- (1976) Pogoda dla bogaczy – Asher Berg
- (1979–1985) Statek miłości – Viktor Lukas/Hakim
- (1981) Dallas – Greg Stewart
- (1982) Pstrąg – Carter
- (1986) Napisała: Morderstwo – prof. Caulfield
- (1986) Condor – Cyrus Hampton

i in.

## Życie osobiste
18 czerwca 1944 roku Stevens poślubił aktorkę Alexis Smith. Byli bezdzietnym małżeństwem przez 49 lat, aż do śmierci Alexis w 1993 roku.